# Михаило Вукчевич
Михаило Вукчевич (на сръбски: Михаило Вукчевић) е сръбски учител, деец на Сръбската пропаганда в Македония, писател.

## Биография
Роден е в 1873 година в Дражевина, Лешанската нахия - една от четирите нахии на Черна гора. Основно училище завършва в Подгорица при италиански монах. Учи три класа в Цетинската гимназия, откъдето е изключен за противодинастична дейност. Завършва Новосадската гимназия в 1893 година. В Белград учи филология и книжовност. В 1900 година защитава докторат в Загребския университет натема „За говора в Киречкьой близо до Солун“ (О говору у Киреч кеју близу Солуна). Преподава в Солунската сръбска гимназия от 1 септември 1897 година до 4 декември 1899 година. В това време полага учителски изпит и от 4 декември 1899 година започва да преподава в Цариградската сръбска гимназия. Редактира сръбския вестник в Османската империя „Цариградски гласник“ и календара „Голуб“. От 1925 година е директор на Цетинската гимназия и инспектор на Зетска област.
Вукчевич пише рацзкази от черногорския живот: „Разговори безазлена свијета с црногорских посједака“, Београд 1900; „Чему поп Капа не смије по ноћи ни на праг од куће“, Београд 1901; „Љешанско издајство“, Сремски Карловци 1937; „О Марку Миљанову“, Подгорица 1996.
Умира в 1945 година.